# Мурнаган, Френсис Доминик
Френсис Доминик Мурнаган (англ. Francis Dominic Murnaghan; 1893—1976) — американский математик ирландского происхождения. 
Член Национальной академии наук США (1942), Ирландской королевской академии, Американского философского общества и Бразильской академии наук.
Внёс вклад в теорию упругости и теорию групп. Обобщил закон Гука для случая больших деформаций (см. Murnaghan equation of state). Показал, что упругий материал, состояние напряжения которого не гидростатично, не может быть изотропным. В теории групп исследовал представления симметрических и общих линейных групп. В 1924 году описал обобщение символа Кронекера до тензора произвольного ранга. Опубликовал 15 книг и более 90 статей.

## Биография
Окончил Университетский колледж в Дублине (1913) с высшей оценкой по математике. Затем уехал в США, в 1916 году защитил диссертацию в университете Джонса Хопкинса (Балтимор) под руководством Гарри Бейтмена и Фрэнка Морли. После недолгой работы в университете Райса вернулся в университет Джонса Хопкинса (1918) адъюнкт-профессором (Associate Professor). В 1928 году стал полным профессором и преподавал там до 1948 года, после чего ушёл в отставку.
С 1949 года преподавал в Бразильском технологическом институте аэронавтики (Instituto Tecnológico de Aeronáutica). В 1959 году снова вернулся в Балтимор, где работал консультантом в лаборатории ВМФ США (Marine Engineering Laboratory).

## Избранные труды
- Murnaghan, Francis D. (May 1921). A cubic space curve connected with the tetrahedron. The American Mathematical Monthly. 28 (5): 203–206. doi:10.2307/2973752. JSTOR 2973752.
- Murnaghan, F. D. (1925). The tensor character of the generalized Kronecker symbol. Bull. Amer. Math. Soc. 31 (7): 323–329. doi:10.1090/S0002-9904-1925-04043-4.
- Murnaghan, F. D. (1927). The Cauchy-Heaviside expansion formula and the Boltzmann-Hopkinson principle of superposition. Bull. Amer. Math. Soc. 33: 81–89. doi:10.1090/S0002-9904-1927-04317-8.
- Murnaghan, F. D. (1929). Modern hydrodynamical theory, with special reference to aeronautics. Bull. Amer. Math. Soc. 35 (3): 294–318. doi:10.1090/S0002-9904-1929-04734-7.
- Murnaghan F. D. The theory of group representations, The Johns Hopkins Press 1938, Dover 1963
  - Русский перевод: Мурнаган Ф. Д. Теория представлений групп. М.: Иностранная литература, 1950. 487 с.